# 1995 w muzyce
Wydarzenia muzyczne w 1995 roku.

## Urodzili się
- 1 stycznia – Poppy, właśc. Moriah Rose Pereira, amerykańska osobowość internetowa, youtuberka, piosenkarka, autorka tekstów i muzyk
- 3 stycznia
  - Jisoo, właśc. Kim Ji-soo, południowokoreańska piosenkarka i aktorka, członkini zespołu Blackpink
  - Kim Seol-hyun, południowokoreańska piosenkarka, tancerka i aktorka, członkini zespołu AOA
- 4 stycznia – María Isabel, hiszpańska piosenkarka muzyki pop, zwyciężczyni Junior Eurovision Song Contest (2004)
- 12 stycznia – Kjartan Lauritzen, norweski piosenkarz, raper i autor tekstów
- 13 stycznia – Asake, nigeryjski piosenkarz i autor tekstów
- 15 stycznia – Samra, niemiecki raper
- 17 stycznia – Niko Moilanen, fiński wokalista zespołu Blind Channel
- 21 stycznia – Tomasz Ritter, polski pianista
- 31 stycznia
  - Nina Sublatti, gruzińska piosenkarka muzyki pop
  - Isaak, właśc. Isaak Guderian, niemiecki piosenkarz
- 1 lutego
  - Audioiko, właśc. Francisco Javier Torrasca, paragwajski DJ, producent muzyczny i kompozytor
  - Oliver Heldens, holenderski DJ i producent muzyczny
- 5 lutego – Sebastian Walldén, szwedzki piosenkarz
- 6 lutego – Justs, właśc. Justs Sirmais, łotewski piosenkarz
- 8 lutego – Natalia Nykiel, polska piosenkarka muzyki pop
- 11 lutego – Gianluca Ginoble, włoski piosenkarz, członek tercetu Il Volo
- 12 lutego – Krzysztof Procajło, polski dyrygent, pianista, aranżer i konferansjer
- 13 lutego – Sissal, właśc. Sissal Jóhanna Norðberg Niclasen, farerska piosenkarka
- 14 lutego – Matt Champion, amerykański raper, piosenkarz i autor tekstów
- 15 lutego – Megan Thee Stallion, amerykańska raperka, piosenkarka i autorka tekstów
- 21 lutego
  - Clara Klingenström, szwedzka piosenkarka i autorka tekstów
  - Giveon, amerykański piosenkarz
- 25 lutego – Francesca Michielin, włoska piosenkarka
- 1 marca – Zak Abel, brytyjski piosenkarz, autor tekstów i muzyk
- 2 marca – Boxdel, właśc. Michał Andrzej Baron, polski przedsiębiorca, youtuber, osobowość internetowa i piosenkarz
- 3 marca – Viktor Frisk, szwedzki piosenkarz i bloger modowy, członek duetu Samir & Viktor
- 4 marca – Chlöe Howl, brytyjska piosenkarka i autorka tekstów
- 5 marca – Lolo Zuanï, amerykańska piosenkarka i autorka tekstów pochodzenia algersko-francuskiego
- 9 marca – Cierra Ramirez, amerykańska aktorka i piosenkarka
- 11 marca – Sasha Alex Sloan, amerykańska piosenkarka i autorka tekstów
- 12 marca
  - Mira, rumuńska piosenkarka
  - Mothica, amerykańska piosenkarka
  - Pixey, brytyjska piosenkarka, autorka tekstów, multiinstrumentalistka i producentka muzyczna
- 18 marca – Tink, właśc. Trinity Laure'Ale Home, amerykańska raperka i piosenkarka
- 22 marca – Ängie, szwedzka piosenkarka, autorka tekstów i raperka
- 23 marca – Elena Rose, wenezuelsko-amerykańska piosenkarka i autorka tekstów
- 10 kwietnia – Fahree, właśc. Fəxri İsmayılov, azerski piosenkarz i autor tekstów
- 11 kwietnia
  - Dodie Clark, brytyjska piosenkarka, autorka tekstów i youtuberka
  - Shirin David, niemiecka youtuberka i piosenkarka
- 19 kwietnia – Arizona Zervas, amerykański raper, piosenkarz i autor tekstów
- 20 kwietnia – Natalia Szroeder, polska piosenkarka muzyki pop
- 22 kwietnia – Alisah Bonaobra, filipińska piosenkarka
- 23 kwietnia – ReTo, właśc. Igor Bugajczyk, polski raper i autor tekstów
- 24 kwietnia – Kehlani, właśc. Kehlani Ashley Parrish, amerykańska piosenkarka i autorka tekstów
- 25 kwietnia
  - Ellen Benediktson, szwedzka piosenkarka i autorka tekstów
  - Georgijs Osokins, łotewski pianista
- 28 kwietnia – Melanie Martinez, amerykańska piosenkarka
- 2 maja – Lucy Dacus, amerykańska piosenkarka i autorka tekstów
- 9 maja – Shaboozey, amerykański muzyk, piosenkarz, raper, autor tekstów, producent filmowy i muzyczny
- 10 maja – Aya Nakamura, francuska piosenkarka malijskiego pochodzenia
- 11 maja – Nilüfer Yanya, brytyjska piosenkarka, autorka tekstów i muzyk
- 12 maja
  - Luke Benward, amerykański aktor i piosenkarz
  - Kenton Duty, amerykański aktor i piosenkarz
- 24 maja
  - Kiiara, właśc. Kiara Saulters, amerykańska piosenkarka i autorka tekstów
  - Walkie, rosyjski raper (zm. 2022)
- 25 maja – Re Ami, właśc. Sarah Yeeun Lee, amerykańska piosenkarka, raperka, autorka tekstów i aktorka dubbingowa pochodzenia południowokoreańskiego
- 31 maja – Tyla Yaweh, amerykański raper, piosenkarz i autor tekstów
- 5 czerwca – Troye Sivan, australijski piosenkarz, autor tekstów, aktor i youtuber
- 11 czerwca – Tems, nigeryjska piosenkarka, autorka tekstów i producentka muzyczna
- 14 czerwca
  - Alexandra Savior, amerykańska piosenkarka i autorka tekstów
  - Krzysztof Iwaneczko, polski piosenkarz, autor tekstów i piosenkarz
- 20 czerwca – Serayah McNeill, amerykańska aktorka, modelka i piosenkarka
- 22 czerwca – Ra’is, niemiecki raper i piosenkarz libańskiego pochodzenia
- 23 czerwca – Danna Paola, meksykańska aktorka, piosenkarka i modelka
- 25 czerwca – Bahjat, właśc. Bahjat Ahmed Etorjman, libijski piosenkarz, autor tekstów i producent muzyczny
- 2 lipca – Ruth B, kanadyjska piosenkarka i autorka tekstów
- 4 lipca – Post Malone, właśc. Austin Richard Post, amerykański raper, piosenkarz, autor tekstów, producent muzyczny i gitarzysta
- 5 lipca – Baby Lasagna, chorwacki piosenkarz, autor tekstów, gitarzysta i producent muzyczny
- 9 lipca – Tomasz Dolski, polski skrzypek
- 13 lipca – Ulrikke Brandstorp, norweska piosenkarka, autorka tekstów i aktorka musicalowa
- 16 lipca – CKay, nigeryjski piosenkarz, autor tekstów i producent muzyczny
- 21 lipca – Lu Kala, kongijsko-kanadyjska piosenkarka
- 22 lipca – Marília Mendonça, brazylijska piosenkarka i autorka tekstów (zm. 2021)
- 25 lipca – Kiing Shooter, amerykański raper (zm. 2020)
- 26 lipca – Micha’el Ben Dawid, izraelski piosenkarz
- 28 lipca
  - Bradley Will Simpson, brytyjski wokalista zespołu The Vamps
  - Julia van der Toorn, holenderska piosenkarka
- 3 sierpnia – Cezinando, norweski piosenkarz, raper i autor tekstów
- 8 sierpnia – Johannes Spanner, austriacki piosenkarz
- 10 sierpnia – Filipek, właśc. Filip Jan Marcinek, polski raper, autor tekstów, freestyler i freak fighter
- 11 sierpnia – Tierra Whack, amerykańska raperka i piosenkarka
- 14 sierpnia
  - Montaigne, australijska piosenkarka, autorka tekstów i muzyk
  - Yung Trappa, rosyjski raper i autor tekstów (zm. 2023)
- 15 sierpnia – Chief Keef, właśc. Keith Cozart, amerykański raper i producent muzyczny
- 18 sierpnia – Zuzanna Wiśniewska, polska wokalistka, autorka tekstów piosenek, kompozytorka, producentka muzyczna i ukuleleistka
- 20 sierpnia – Zsá Zsá Inci Bürkle, niemiecka aktorka i piosenkarka
- 21 sierpnia – Justyna Bojczuk, polska aktorka i piosenkarka
- 22 sierpnia
  - Dua Lipa, brytyjska piosenkarka, autorka tekstów i modelka
  - Anna Slováčková, czeska piosenkarka i aktorka (zm. 2025)
- 24 sierpnia – Jusitne Skye, amerykańska piosenkarka, autorka tekstów, aktorka i modelka
- 27 sierpnia – Smolasty, właśc. Norbert Smoliński, polski piosenkarz, autor tekstów i producent muzyczny
- 1 września – Loredana Zefi, szwajcarska raperka kosowsko-albańskiego pochodzenia
- 2 września – Iga Krefft, polska aktorka i piosenkarka
- 5 września – Caroline Sunshine, amerykańska aktorka, piosenkarka i tancerka
- 10 września – Costa Titch, południowoafrykański piosenkarz, raper, autor tekstów i tancerz (zm. 2023)
- 11 września – Francesco Yates, kanadyjski piosenkarz
- 13 września
  - Eunique, niemiecka raperka
  - Adonxs, właśc. Adam Pavlovčin, słowacki piosenkarz, autor tekstów, tancerz i model
- 16 września – Emanuel Daniel Andriescu, szwajcarski multiinstrumentalista rumuńskiego pochodzenia, saksofonista i pianista zespołu Timebelle
- 18 września – Laura van Dam, holenderska DJ-ka i producentka muzyczna
- 23 września – Aimi Kobayashi, japońska pianistka
- 25 września – Sofía Reyes, meksykańska piosenkarka, autorka tekstów i aktorka
- 26 września – Henri PFR, belgijski DJ, muzyk, kompozytor i producent muzyczny
- 29 września – Szymon Nehring, polski pianista
- 3 października – Snelle, holenderski raper i piosenkarz
- 4 października
  - Ralf Mackenbach, holenderski piosenkarz
  - Mikolas Josef, czeski piosenkarz, gitarzysta i model
- 8 października – G Herbo, amerykański raper i autor tekstów
- 12 października
  - Kasbo, szwedzki DJ i producent
  - Zusje, właśc. Kamila Astafieva, polska piosenkarka, raperka, autorka tekstów, youtuberka, influencerka, modelka i freak fighterka
- 13 października – Jimin, właśc. Park Ji-min, południowokoreański piosenkarz i tancerz, członek boysbandu BTS
- 21 października
  - Doja Cat, właśc. Amala Ratna Zandile Dlamini, amerykańska raperka, piosenkarka, autorka tekstów i producentka muzyczna
  - Jerry Heil, właśc. Jana Ołeksandriwna Szemajewa, ukraińska piosenkarka, autorka tekstów i youtuberka
  - K-Trap, brytyjski raper i autor tekstów
- 24 października – Gibbs, właśc. Mateusz Przybylski, polski raper i producent muzyczny
- 25 października – Daria, właśc. Daria Marcinkowska, polska piosenkarka, autorka tekstów, kompozytorka i producentka muzyczna
- 28 października – Mia Wray, australijska piosenkarka, autorka tekstów i muzyk
- 6 listopada – Anja Nissen, duńsko-australijska piosenkarka, autorka tekstów, tancerka i aktorka
- 7 listopada – Justin Mylo, holenderski DJ i producent muzyczny
- 10 listopada – Tom Gregory, brytyjski piosenkarz i autor tekstów
- 12 listopada – Davina Michelle, holenderska piosenkarka i youtuberka
- 13 listopada – Misha Miller, mołdawska piosenkarka i autorka tekstów
- 18 listopada – Vania Larissa, indonezyjska piosenkarka; laureatka konkursu piękności Miss Indonesia 2013
- 20 listopada
  - Michael Clifford, australijski gitarzysta zespołu 5 Seconds of Summer
  - Ann Marie, właśc. Joann Marie Slater, amerykańska piosenkarka i raperka
- 21 listopada – Jaxomy, właśc. Tom Jahn, niemiecki DJ i producent muzyczny
- 24 listopada – Piotr Zioła, polski piosenkarz
- 25 listopada – Go-Jo, właśc. Marty Zambotto, australijski piosenkarz, autor tekstów i producent muzyczny
- 28 listopada – SDM, francuski raper pochodzenia kongijskiego
- 29 listopada – Laura Marano, amerykańska aktorka i piosenkarka
- 30 listopada – Lancey Foux, brytyjski raper i piosenkarz
- 1 grudnia – Eva Boto, słoweńska piosenkarka
- 3 grudnia – Lil Baby, właśc. Dominique Armani Jones, amerykański raper
- 15 grudnia – Damian Skoczyk, polski piosenkarz muzyki pop, autor tekstów i producent muzyczny
- 23 grudnia
  - Eden, irlandzki piosenkarz, autor tekstów, multiinstrumentalista i producent muzyczny
  - Abelardo Vázquez Espinoza, muzyk meksykańskiego zespołu Vázquez Sounds
- 25 grudnia – Nimo, niemiecki raper irańskiego pochodzenia
- 29 grudnia – Ross Lynch, amerykański aktor i wokalista zespołu R5
- 30 grudnia
  - Dominic Fike, amerykański piosenkarz i raper
  - V, właśc. Kim Tae-hyung, południowokoreański piosenkarz, tekściarz i aktor; członek boysbandu BTS

## Zmarli
- 14 stycznia – Alexander Gibson, szkocki dyrygent (ur. 1926)
- 18 stycznia – Zygmunt Latoszewski, polski dyrygent, dyrektor i kierownik artystyczny teatru, reżyser, pedagog, muzykolog (ur. 1902)
- 28 stycznia – Ferruccio Tagliavini, włoski śpiewak operowy (tenor) (ur. 1913)
- 13 lutego – Edward Bury, polski kompozytor, dyrygent, pianista i pedagog (ur. 1919)
- 22 lutego – Wiktor Gadziński, polski kompozytor, kontrabasista i pedagog (ur. 1909)
- 28 lutego – Leonard Shure, amerykański pianista i pedagog (ur. 1910)
- 5 marca – Benyamin Sueb, indonezyjski aktor, komik i piosenkarz (ur. 1939)
- 7 marca – Kazimierz Wiłkomirski, polski wiolonczelista, kompozytor, dyrygent i pedagog (ur. 1900)
- 8 marca – Ingo Schwichtenberg, niemiecki perkusista znany z heavymetalowego zespołu Helloween (ur. 1965)
- 16 marca – Heinrich Sutermeister, szwajcarski kompozytor (ur. 1910)
- 18 marca – Barbara Iglikowska, polska śpiewaczka i pedagog (ur. 1908)
- 26 marca – Eazy-E, amerykański raper i producent muzyczny (ur. 1964)
- 27 marca – Pjetër Gaci, albański muzyk i kompozytor (ur. 1931)
- 29 marca – Natasza Zylska, polska piosenkarka (ur. 1933)
- 31 marca – Selena, amerykańska piosenkarka (ur. 1971)
- 8 kwietnia – Andrej Očenáš, słowacki kompozytor (ur. 1911)
- 14 kwietnia – Burl Ives, amerykański aktor i piosenkarz folkowy (ur. 1909)
- 22 kwietnia – Don Pullen, amerykański pianista jazzowy i organista, kompozytor, aranżer, producent muzyczny (ur. 1941)
- 2 maja – Dežo Ursiny, słowacki muzyk rockowy, wokalista, kompozytor, gitarzysta, scenarzysta i reżyser (ur. 1947)
- 4 maja – Louis Krasner, amerykański skrzypek pochodzenia rosyjskiego (ur. 1903)
- 8 maja
  - Dariusz „Skandal” Hajn, polski wokalista punkrockowego zespołu Dezerter (ur. 1964)
  - Teresa Teng, tajwańska piosenkarka, gwiazda chińskiego popu (ur. 1953)
- 16 maja – Lola Flores, hiszpańska tancerka i śpiewaczka flamenco oraz aktorka (ur. 1923)
- 29 maja
  - Mircea Basarab, rumuński kompozytor i dyrygent (ur. 1921)
  - Józef Jakac, polski organista, kompozytor i pedagog (ur. 1911)
- 3 czerwca – Bernard Nowacki, polski śpiewak operowy (baryton) (ur. 1908)
- 5 czerwca – Maksim Troszyn, rosyjski śpiewak (ur. 1978)
- 12 czerwca – Arturo Benedetti Michelangeli, włoski pianista (ur. 1920)
- 14 czerwca
  - Els Aarne, estońska kompozytorka i pedagog (ur. 1917)
  - Rory Gallagher, irlandzki gitarzysta bluesowy i rockowy (ur. 1948)
- 19 czerwca
  - Murray Dickie, szkocki śpiewak operowy (tenor) (ur. 1924)
  - Maria Wiłkomirska, polska pianistka, solistka i kameralistka (ur. 1904)
- 22 czerwca – Jorgjia Truja, albańska śpiewaczka operowa (sopran liryczny) (ur. 1909)
- 27 czerwca – Efrem Kurtz, amerykański dyrygent pochodzenia rosyjskiego (ur. 1900)
- 30 czerwca
  - Nazarij Jaremczuk, ukraiński śpiewak estradowy (ur. 1951)
  - Jorge Peixinho, portugalski kompozytor (ur. 1940)
- 1 lipca – Nikołaj Piejko, rosyjski kompozytor i pedagog muzyczny (ur. 1916)
- 8 lipca – Günter Bialas, niemiecki kompozytor i pedagog (ur. 1907)
- 17 lipca
  - Rainer Kunad, niemiecki kompozytor (ur. 1936)
  - Jerzy Michotek, polski aktor i piosenkarz, reżyser programów tv i estradowych (ur. 1921)
- 25 lipca – Osvaldo Pedro Pugliese, argentyński muzyk tanga argentyńskiego (ur. 1905)
- 26 lipca – Laurindo Almeida, brazylijski gitarzysta jazzowy (ur. 1917)
- 27 lipca – Miklós Rózsa, węgierski kompozytor pochodzenia żydowskiego, twórca muzyki filmowej (ur. 1907)
- 9 sierpnia – Jerry Garcia, amerykański muzyk, gitarzysta i wokalista, lider grupy Grateful Dead (ur. 1942)
- 12 sierpnia
  - Marty Paich, amerykański pianista, kompozytor, aranżer, producent, kierownik muzyczny i dyrygent (ur. 1925)
  - Achille Togliani, włoski piosenkarz i aktor (ur. 1924)
- 19 sierpnia – Pierre Schaeffer, francuski kompozytor, twórca muzyki konkretnej (ur. 1910)
- 21 sierpnia – Anatole Fistoulari, brytyjski dyrygent pochodzenia rosyjskiego (ur. 1907)
- 24 sierpnia – Gary Crosby, amerykański piosenkarz i aktor (ur. 1933)
- 28 sierpnia – Poppy Mercury, właśc. Poppy Yusfidawaty, indonezyjska piosenkarka (ur. 1972)
- 29 sierpnia – Pierre Max Dubois, francuski kompozytor, pianista i dyrygent (ur. 1930)
- 2 września – Václav Neumann, czeski dyrygent (ur. 1920)
- 9 września – Jerzy Kurczewski, polski dyrygent, kompozytor, kierownik Poznańskiego Chóru Chłopięcego w latach 1961–1991 (ur. 1924)
- 25 września – Gustav Brom, czeski klarnecista jazzowy, dyrygent orkiestr tanecznych i kompozytor (ur. 1921)
- 29 września – Seger Ellis, amerykański pianista jazzowy i wokalista (ur. 1904)
- 19 października – Don Cherry, amerykański trębacz free-jazzowy (ur. 1936)
- 21 października – Shannon Hoon, amerykański wokalista, lider zespołu Blind Melon (ur. 1967)
- 25 października – Jan Hoffman, polski pianista, pedagog, profesor i rektor Państwowej Wyższej Szkoły Muzycznej w Krakowie (ur. 1906)
- 31 października
  - Alan Bush, brytyjski kompozytor i dyrygent (ur. 1900)
  - Jan Jargoń, polski organista i kompozytor (ur. 1928)
- 3 listopada – Isang Yun, koreański kompozytor i pedagog (ur. 1917)
- 11 listopada – Waldemar Voisé, polski historyk nauki i kultury, filozof, prawnik, muzykolog, poliglota (ur. 1920)
- 20 listopada – Jerzy Księski, polski poeta, autor tekstów piosenek, tłumacz, dziennikarz, bard (ur. 1933)
- 21 listopada – Peter Grant, brytyjski menedżer znany głównie z opieki nad zespołem Led Zeppelin (ur. 1935)
- 5 grudnia – Jadwiga Sobieska, polska etnomuzykolog (ur. 1909)
- 16 grudnia – Mariele Ventre, włoska dyrygentka, założycielka i dyrygentka dziecięcego chóru Piccolo Coro dell’Antoniano (ur. 1939)
- 19 grudnia – Jerzy Kołaczkowski, polski dyrygent, kompozytor, publicysta muzyczny (ur. 1907)
- 25 grudnia
  - Dean Martin, amerykański piosenkarz i aktor pochodzenia włoskiego (ur. 1917)
  - Nicolas Slonimsky, amerykański muzykolog i kompozytor pochodzenia rosyjskiego (ur. 1894)
- 26 grudnia – Dudar Chachanow, osetyjski kompozytor i skrzypek (ur. 1921)
- 29 grudnia – Hans Henkemans, holenderski kompozytor i pianista oraz lekarz psychiatra (ur. 1913)

## Albumy

### polskie
- The Best Off… – Albert Rosenfield
- Menda – Apteka
- Nasz jedyny świat – Azyl P.
- Etna – Bajm
- Szok’n’Show – Edyta Bartosiewicz
- Golonka, flaki i inne przysmaki – Big Cyc
- Kalejdoskop – Big Day
- Sex ’n’ Roll – The Bill
- Kaszëbë – Blenders
- Ballady – Breakout
- Oi!Oi!Oi! Atak!!! – BTM, Ramzes & The Hooligans, Rezystencja
- Noc – Budka Suflera
- Sax & Sex – Robert Chojnacki
- Scarlet – Closterkeller
- Changes – Collage
- Ecstasy – Corruption
- Hej, Jezu! – Deus Meus
- Ojczyzna dumna 1981–1986 – Deuter
- List do R. – Dżem
- Huśtawki – Elektryczne Gitary
- Nic miłości nie pokona – Eleni
- W rytmie Zorby – Eleni
- Insekty – Farben Lehre
- Fantomas – Formacja Nieżywych Schabuff
- Solo – Robert Gawliński
- Dotyk – Edyta Górniak
- Lustra – Harlem
- ? – Hey
- Illusion 3 – Illusion
- Ogrody – IRA
- Dziewczynka z pozytywką Edwarda – Martyna Jakubowicz
- Szukamy stajenki – Jacek Kaczmarski, Zbigniew Łapiński
- Kamień – Kayah
- Oddalenie – Kazik
- Porozumienie ponad podziałami – Kazik na Żywo
- Nowe narodziny – Kombi
- Kupcy czasu – Władysław Komendarek
- Koncert inaczej – Kasia Kowalska
- Koniec – Seweryn Krajewski
- Kremlowskie Kuranty – Kremlowskie Kuranty
- Czas bez skarg – Antonina Krzysztoń
- Bez prądu – KSU
- Alboom – Liroy
- Gabinety – Mafia
- Not Two – Miłość
- Myslovitz – Myslovitz
- Anty – Nagły Atak Spawacza
- Modlishka – O.N.A.
- Bezsenność – Oddział Zamknięty
- Ballady – Perfect
- Kolędy Pod Budą – Pod Budą
- Tokszoł – Pod Budą
- Republika marzeń – Republika
- Sraka praptaka – Sedes
- retrospekcja. koncert. Kraków – Soyka & Yanina, Tie Break
- Dolina w długich cieniach – Stare Dobre Małżeństwo
- Spotkanie z... – Sztywny Pal Azji
- Ogród koncentracyjny – Świetliki
- Poezje ks. Jana Twardowskiego – Tie Break, Jorgos Skolias
- Rapatapa-to-ja – Voo Voo
- Wzgórze Ya-Pa 3 – Wzgórze Ya-Pa 3
- Szafa gra – Ya Hozna
- Portret wewnętrzny – Yanina

### zagraniczne
- Me Against the World – 2Pac
- Ballbreaker – AC/DC
- Alice in Chains – Alice in Chains
- The Last Supper – Belphegor
- Post – Björk
- Soup – Blind Melon
- Exit Planet Dust – Chemical Brothers
- Showbusiness! – Chumbawamba
- Swingin’ with Raymond – Chumbawamba
- D’eux – Céline Dion
- Pure Acid Park – Alice Donut
- MTV Unplugged – Bob Dylan
- Str8 Off tha Streetz of Muthaphukkin Compton – Eazy-E
- King for a Day... Fool for a Lifetime – Faith No More
- Demanufacture – Fear Factory
- Red Medicine – Fugazi
- Insomniac – Green Day
- Voodoo Soup – Jimi Hendrix
- The X Factor – Iron Maiden
- HIStory – Michael Jackson
- Jarremix – Jean-Michel Jarre
- Love Songs – Elton John
- Made in England – Elton John
- Ma Bassmahlak – Najwa Karam
- ...And the Circus Leaves the Town – Kyuss
- Something to Remember – Madonna
- Above – Mad Season
- The Natural – Mic Geronimo
- Jagged Little Pill – Alanis Morissette
- Cascade – Peter Murphy
- Diatribes – Napalm Death
- The Worldhood of the World (as such) – Nomeansno
- (What’s the Story) Morning Glory? – Oasis
- All We Got Iz Us – Onyx
- Queen at the BBC wyd. USA – Queen
- Champions of the World (VHS z dokumentem) – Queen
- Made in Heaven – Queen
- The Bends – Radiohead
- Herzeleid – Rammstein
- One Hot Minute – Red Hot Chili Peppers
- Don’t Bore Us, Get to the Chorus! – Roxette
- Rarities – Roxette
- Mellon Collie and the Infinite Sadness – Smashing Pumpkins
- Live in France – Soft Machine
- About Time – The Stranglers
- Lepaca Kliffoth – Therion
- Passengers: Original Soundtracks 1 – U2
- Walpurgisnacht – Varathron
- Negatron – Voivod
- Mirror Ball – Neil Young

## Muzyka popularna
- założono zespół Mamzel
- założono zespół metalowy Slipknot

## Muzyka poważna
- XIII Międzynarodowy Konkurs Pianistyczny im. Fryderyka Chopina
- Powstaje IV symfonia „Window to the Past” Lukasa Fossa
- Powstaje War and Peace Lukasa Fossa

## Musicale
- 8 października – koncert galowy w Royal Albert Hall z okazji 10 lecia musicalu Les Misérables

## Film muzyczny
- Symfonia życia – film fabularny w reżyserii Stephena Hereka

## Nagrody
- Fryderyki 1995[1]
- Konkurs Piosenki Eurowizji 1995
  - „Nocturne”, Secret Garden
- Grand Prix Jazz Melomani 1994, Łódź, Polska
- Mercury Prize, Wielka Brytania: Portishead – album Dummy